# Torneo de Promoción y Reserva de 2010
El Torneo de Promoción y Reserva de fútbol del Perú 2010 fue la primera edición de este torneo. Se inició el sábado 13 de febrero y culminó el miércoles 1 de septiembre con un partido extra para definir al subcampeón. Participaron 16 equipos, de los cuales el campeón y el subcampeón les otorgaron dos puntos y un punto respectivamente a sus equipos principales en la etapa de liguillas del Campeonato Descentralizado 2010.
Para cada encuentro, la lista de 18 jugadores debió estar conformada por futbolistas nacidos a partir de 1988, teniendo que ser al menos tres de ellos de la categoría 1991 o posterior. Además, se permitió tener como máximo tres jugadores de categoría libre.

## Equipos participantes
| Equipo                           | Ciudad   | Estadio                          | Capacidad | Campo      | Indumentaria |
| -------------------------------- | -------- | -------------------------------- | --------- | ---------- | ------------ |
| Alianza Atlético                 | Piura    | La Unión                         | 4000      | Grass      | Walon        |
| Alianza Lima                     | Lima     | Alejandro Villanueva             | 35 000    | Grass      | Marathon     |
| Cienciano                        | Cuzco    | Garcilaso                        | 42 056    | Grass      | Walon        |
| Colegio Nacional Iquitos         | Iquitos  | Max Augustin                     | 24 576    | Artificial | Joma         |
| Melgar                           | Arequipa | Universidad Nacional San Agustín | 40 217    | Grass      | Joma         |
| Inti Gas Deportes                | Ayacucho | Ciudad de Cumaná                 | 15 000    | Grass      | Loma's       |
| José Gálvez                      | Chimbote | Manuel Rivera Sánchez            | 25 000    | Artificial | Real         |
| Juan Aurich                      | Chiclayo | Elias Aguirre                    | 23 000    | Artificial | Walon        |
| León de Huánuco                  | Huánuco  | Heraclio Tapia                   | 10 000    | Grass      | Loma's       |
| Sport Boys                       | Callao   | Miguel Grau                      | 17 000    | Grass      | Vieri        |
| Sport Huancayo                   | Huancayo | Huancayo                         | 17 000    | Grass      | Manchete     |
| Sporting Cristal                 | Lima     | San Martín de Porres             | 15 000    | Grass      | Umbro        |
| Total Chalaco                    | Huacho   | Segundo Aranda Torres            | 5000      | Grass      | Walon        |
| Universidad César Vallejo        | Trujillo | Mansiche                         | 24 000    | Artificial | Real         |
| Universidad San Martín de Porres | Lima     | San Martín de Porres             | 15 000    | Grass      | Umbro        |
| Universitario                    | Lima     | Monumental                       | 80 093    | Grass      | Umbro        |

## Tabla de posiciones
| #   | Equipo                           | PJ | G  | E  | P  | GF | GC | Dif | Pts |
| --- | -------------------------------- | -- | -- | -- | -- | -- | -- | --- | --- |
| 1º  | Universidad César Vallejo        | 30 | 19 | 4  | 7  | 58 | 29 | +29 | 61  |
| 2º  | Universidad San Martín de Porres | 30 | 17 | 7  | 6  | 50 | 25 | +25 | 58  |
| 3º  | Alianza Lima                     | 30 | 17 | 7  | 6  | 71 | 35 | +36 | 58  |
| 4º  | Sporting Cristal                 | 30 | 15 | 8  | 7  | 50 | 30 | +20 | 53  |
| 5º  | Juan Aurich                      | 30 | 13 | 9  | 8  | 46 | 35 | +11 | 48  |
| 6º  | Inti Gas                         | 30 | 13 | 9  | 8  | 35 | 26 | +9  | 48  |
| 7º  | Sport Boys                       | 30 | 13 | 5  | 12 | 45 | 40 | +5  | 44  |
| 8º  | León de Huánuco                  | 30 | 11 | 8  | 11 | 40 | 40 | 0   | 41  |
| 9º  | CNI                              | 30 | 11 | 6  | 13 | 42 | 49 | -7  | 39  |
| 10º | Sport Huancayo                   | 30 | 10 | 5  | 15 | 31 | 40 | -9  | 35  |
| 11º | Universitario                    | 30 | 7  | 12 | 11 | 30 | 35 | -5  | 33  |
| 12º | Melgar                           | 30 | 9  | 6  | 15 | 33 | 51 | -18 | 33  |
| 13º | José Gálvez                      | 30 | 9  | 3  | 18 | 33 | 53 | -20 | 30  |
| 14º | Alianza Atlético                 | 30 | 8  | 5  | 17 | 35 | 64 | -29 | 29  |
| 15º | Total Chalaco                    | 30 | 7  | 7  | 16 | 35 | 50 | -15 | 28  |
| 16º | Cienciano                        | 30 | 6  | 9  | 15 | 27 | 62 | -35 | 27  |

|  |                                                                                                 |
|  | Le otorga dos (2) puntos adicionales al equipo principal en el Campeonato Descentralizado 2010. |
|  | Le otorga un (1) punto adicional al equipo principal en el Campeonato Descentralizado 2010.     |

| Perú                                  |
| Campeón                               |
| Universidad César Vallejo 1.er título |

## Resultados
Las filas corresponden a los encuentros de local de cada uno de los equipos, mientras que las columnas corresponden a los encuentros de visitante. Según las filas, los resultados en color azul corresponden a victoria del equipo local, rojo a victoria visitante y blanco a empate.
|                                  | AA  | AL  | CIE | CNI | IG  | JG  | JA  | LDH | MEL | SB  | SH  | SC  | TCH | UCV | USMP | U   |
| -------------------------------- | --- | --- | --- | --- | --- | --- | --- | --- | --- | --- | --- | --- | --- | --- | ---- | --- |
| Alianza Atlético                 |     | 1-3 | 3-0 | 1-1 | 1-1 | 1-2 | 0-2 | 1-2 | 1-0 | 0-3 | 2-1 | 4-2 | 1-3 | 1-5 | 1-0  | 0-3 |
| Alianza Lima                     | 2-0 |     | 7-0 | 2-0 | 0-0 | 4-0 | 3-0 | 2-1 | 3-0 | 2-2 | 2-3 | 2-1 | 6-2 | 1-2 | 2-2  | 2-1 |
| Cienciano                        | 0-2 | 0-1 |     | 3-0 | 2-1 | 0-3 | 3-1 | 1-1 | 2-1 | 3-2 | 1-0 | 0-1 | 2-2 | 1-1 | 2-3  | 0-0 |
| CNI                              | 4-2 | 3-3 | 2-2 |     | 3-0 | 0-3 | 1-2 | 2-0 | 1-4 | 1-1 | 1-0 | 1-2 | 3-2 | 1-0 | 2-3  | 2-1 |
| Inti Gas                         | 3-0 | 2-1 | 1-1 | 1-2 |     | 3-1 | 0-1 | 1-1 | 5-2 | 1-0 | 0-0 | 3-1 | 1-0 | 2-0 | 2-1  | 1-0 |
| José Gálvez                      | 1-2 | 2-3 | 5-1 | 1-0 | 1-0 |     | 0-3 | 0-3 | 1-0 | 0-1 | 3-1 | 0-1 | 2-1 | 0-3 | 1-2  | 1-1 |
| Juan Aurich                      | 4-0 | 2-1 | 2-0 | 5-1 | 0-0 | 1-1 |     | 1-1 | 2-2 | 0-3 | 1-0 | 1-1 | 0-1 | 1-1 | 1-1  | 0-0 |
| León de Huánuco                  | 3-3 | 1-1 | 3-1 | 2-1 | 2-0 | 1-0 | 1-0 |     | 4-1 | 1-2 | 0-1 | 1-1 | 3-1 | 2-1 | 0-1  | 1-1 |
| Melgar                           | 2-1 | 1-5 | 1-1 | 2-2 | 0-1 | 1-0 | 0-2 | 3-1 |     | 0-1 | 2-3 | 2-1 | 1-0 | 3-4 | 2-1  | 3-0 |
| Sport Boys                       | 2-0 | 2-1 | 6-0 | 1-2 | 1-2 | 3-0 | 1-5 | 2-0 | 1-1 |     | 0-1 | 3-2 | 0-1 | 1-3 | 2-0  | 0-3 |
| Sport Huancayo                   | 2-2 | 1-3 | 1-0 | 1-3 | 1-0 | 1-0 | 3-4 | 1-1 | 1-0 | 2-0 |     | 1-2 | 1-2 | 2-1 | 0-1  | 0-1 |
| Sporting Cristal                 | 2-2 | 2-1 | 3-0 | 1-0 | 0-0 | 3-0 | 1-2 | 6-1 | 4-1 | 4-0 | 1-0 |     | 2-1 | 0-1 | 1-0  | 1-1 |
| Total Chalaco                    | 4-1 | 0-2 | 6-0 | 0-0 | 2-2 | 2-2 | 2-0 | 0-2 | 0-1 | 0-3 | 0-0 | 1-1 |     | 0-1 | 0-3  | 1-1 |
| Universidad César Vallejo        | 3-0 | 1-1 | 2-0 | 2-1 | 2-1 | 3-2 | 1-0 | 3-1 | 4-1 | 3-0 | 3-1 | 1-1 | 3-0 |     | 0-1  | 2-0 |
| Universidad San Martín de Porres | 3-0 | 1-3 | 0-0 | 2-1 | 0-0 | 6-0 | 4-1 | 1-0 | 1-1 | 0-0 | 3-1 | 0-0 | 4-1 | 2-1 |      | 1-0 |
| Universitario                    | 1-2 | 2-2 | 1-1 | 0-1 | 0-1 | 2-1 | 2-2 | 1-0 | 1-1 | 2-2 | 1-1 | 0-2 | 2-0 | 2-1 | 0-3  |     |

### Subcampeonato
El club Alianza Lima y la Universidad San Martín de Porres terminaron el torneo empatados en el segundo lugar con 58 puntos. Al no ser válida la diferencia de goles para este torneo, ambos equipos tuvieron que definir el subcampeonato en un partido extra. El ganador le otorgó un punto de bonificación a su equipo de mayores en la etapa de liguillas. Los puntos de bonificación se sumarán una vez que los equipos ya estén ubicados en sus respectivas liguillas.
| 1 de septiembre de 2010, 15:00 | Alianza Lima         | 1:2 (1:1) | Universidad San Martín de Porres | Estadio Miguel Grau, Callao      |                                  |
|                                | Contreras 43' (a.g.) |           | Cueva 27' (p) 89'                | Árbitro(s): Víctor Hugo Carrillo | Árbitro(s): Víctor Hugo Carrillo |

## Goleadores
| Jugador | Jugador            | Goles | Equipo                           |
| ------- | ------------------ | ----- | -------------------------------- |
| Perú    | Francesco Recalde  | 14    | Universidad César Vallejo        |
| Perú    | Diago Portugal     | 14    | Alianza Lima                     |
| Perú    | Franco Navarro     | 12    | Sporting Cristal                 |
| Perú    | Javier Carnero     | 12    | Melgar                           |
| Perú    | Fernando García    | 11    | Juan Aurich                      |
| Perú    | Christian Carranza | 10    | Universidad César Vallejo        |
| Perú    | Diego Pizarro      | 9     | Sport Boys                       |
| Perú    | Hans Bardales      | 9     | Total Chalaco                    |
| Perú    | André Carrillo     | 9     | Alianza Lima                     |
| Perú    | Hans Tarrillo      | 9     | Alianza Lima                     |
| Perú    | Andre Advíncula    | 8     | Sport Huancayo                   |
| Perú    | Arnold Zuluaga     | 8     | Sport Boys                       |
| Perú    | Paul Sobero        | 8     | León de Huánuco                  |
| Perú    | Jean Franco Zalón  | 8     | León de Huánuco                  |
| Perú    | Andrés Rivera      | 8     | Universidad San Martín de Porres |
| Perú    | Jorge Bazán        | 8     | Alianza Lima                     |